# Tournoi de tennis de Munich
Le tournoi de Munich, aussi appelé BMW Open, est un tournoi de tennis du circuit ATP classé 500 Series. Il se dispute depuis 1900 sur terre battue début mai et constitue une préparation pour Roland-Garros, le 2e Grand Chelem de l'année.
Les éditions de 1973, mars 1974, 1975, 1982 et 1983 ont fait partie du circuit World Championship Tennis et ont été jouées sur moquette en salle.
Une édition féminine a également été organisée en 1966.
Le 22 mars 2024, lors du dévoilement de son calendrier 2025, l'ATP annonce que le tournoi de Munich sera promu au rang de tournoi ATP 500.

## Palmarès messieurs

### Simple
| No       | Date       | Nom et lieu du tournoi                            | Catégorie                                         | Dotation                                          | Surface                                           | Vainqueur                                         | Finaliste                                         | Score                                             |                                                   |
| -------- | ---------- | ------------------------------------------------- | ------------------------------------------------- | ------------------------------------------------- | ------------------------------------------------- | ------------------------------------------------- | ------------------------------------------------- | ------------------------------------------------- | ------------------------------------------------- |
| 1        | 1949       | Bavarian Tennis Championships, Munich             |                                                   | NC $                                              | Terre (ext.)                                      | Gottfried von Cramm                               | Ernst Buchholz                                    | 3-6, 7-5, 6-1, 6-0                                |                                                   |
| 2        | 1950       | Bavarian Tennis Championships, Munich             |                                                   | NC $                                              | Terre (ext.)                                      | Gottfried von Cramm                               | Jan Dostál                                        | 6-4, 6-4, 6-1                                     |                                                   |
| 3        | 1951       | Bavarian Tennis Championships, Munich             |                                                   | NC $                                              | Terre (ext.)                                      | Rolando Del Bello                                 | Roderich Menzel                                   | 6-2, 1-6, 7-5, 6-2                                |                                                   |
|          | 1952       | Pas de tournoi                                    | Pas de tournoi                                    | Pas de tournoi                                    | Pas de tournoi                                    | Pas de tournoi                                    | Pas de tournoi                                    | Pas de tournoi                                    | Pas de tournoi                                    |
| 4        | 29-06-1953 | Bavarian Tennis Championships, Munich             |                                                   | NC $                                              | Terre (ext.)                                      | Jaroslav Drobný                                   | Armando Vieira                                    | 6-3, 6-1, 6-3                                     |                                                   |
| 5        | 09-08-1954 | Bavarian Tennis Championships, Munich             |                                                   | NC $                                              | Terre (ext.)                                      | Budge Patty                                       | Hugh Stewart                                      | 6-4, 6-2, 6-4                                     |                                                   |
| 6        | 08-08-1955 | Bavarian Tennis Championships, Munich             |                                                   | NC $                                              | Terre (ext.)                                      | Budge Patty                                       | Arthur Larsen                                     | 6-3, 6-3, 6-3                                     |                                                   |
| 7        | 07-08-1956 | Bavarian Tennis Championships, Munich             |                                                   | NC $                                              | Terre (ext.)                                      | Budge Patty                                       | Lew Hoad                                          | 1-6, 0-6, 6-2, 7-5, 6-4                           |                                                   |
| 8        | 14-08-1957 | Bavarian Tennis Championships, Munich             |                                                   | NC $                                              | Terre (ext.)                                      | Mervyn Rose                                       | Budge Patty                                       | 5-7, 12-10, 5-7, 6-2, 6-4                         |                                                   |
| 9        | 13-09-1958 | Bavarian Tennis Championships, Munich             |                                                   | NC $                                              | Terre (ext.)                                      | Orlando Sirola                                    | Luis Ayala                                        | 3-6, 7-5, 1-6, 11-9, 6-4                          |                                                   |
| 10       | 10-08-1959 | Bavarian Tennis Championships, Munich             |                                                   | NC $                                              | Terre (ext.)                                      | Bob Hewitt                                        | Pierre Darmon                                     | 6-3, 6-3, 8-6                                     |                                                   |
| 11       | 10-08-1960 | Bavarian Tennis Championships, Munich             |                                                   | NC $                                              | Terre (ext.)                                      | Don Candy                                         | Jan-Erik Lundqvist                                | 5-7, 6-3, 6-0, 3-6, 6-2                           |                                                   |
| 12       | 25-07-1961 | Bavarian Tennis Championships, Munich             |                                                   | NC $                                              | Terre (ext.)                                      | Roy Emerson                                       | Bob Hewitt                                        | 6-2, 6-3, 6-2                                     |                                                   |
| 13       | 08-08-1962 | Bavarian Tennis Championships, Munich             |                                                   | NC $                                              | Terre (ext.)                                      | José Edison Mandarino                             | Manuel Santana                                    | 1-6, 6-3, 6-2, 6-4                                |                                                   |
| 14       | 1963       | Bavarian Tennis Championships, Munich             |                                                   | NC $                                              | Terre (ext.)                                      | Patricio Rodríguez                                | Nikola Pilić                                      | 1-6, 4-6, 7-5, 9-7, 6-2                           |                                                   |
| 15       | 1964       | Bavarian Tennis Championships, Munich             |                                                   | NC $                                              | Terre (ext.)                                      | Manuel Santana                                    | Bob Hewitt                                        | 6-2, 6-3, 11-9                                    |                                                   |
| 16       | 1965       | Bavarian Tennis Championships, Munich             |                                                   | NC $                                              | Terre (ext.)                                      | Christian Kuhnke                                  | Ingo Buding                                       | 6-4, 6-1, 6-3                                     |                                                   |
| 17       | 1966       | Bavarian Tennis Championships, Munich             |                                                   | NC $                                              | Terre (ext.)                                      | István Gulyás                                     | Wilhelm Bungert                                   | 6-4, 4-6, 8-6, 9-7                                |                                                   |
| 18       | 08-08-1967 | Bavarian Tennis Championships, Munich             |                                                   | NC $                                              | Terre (ext.)                                      | Martin Mulligan                                   | Wilhelm Bungert                                   | 6-4, 3-6, 6-4, 6-4                                |                                                   |
| Ère Open |            |                                                   |                                                   |                                                   |                                                   |                                                   |                                                   |                                                   |                                                   |
| 19       | 29-07-1968 | Bavarian Tennis Championships, Munich             |                                                   | NC $                                              | Terre (ext.)                                      | Martin Mulligan                                   | Ion Țiriac                                        | 6-3, 3-6, 6-4, 6-4                                |                                                   |
| 20       | 14-07-1969 | Bavarian Tennis Championships, Munich             |                                                   | NC $                                              | Terre (ext.)                                      | Bob Hewitt                                        | Christian Kuhnke                                  | 6-4, 3-6, 6-2, 6-2                                |                                                   |
| 21       | 03-08-1970 | Bavarian Tennis Championships, Munich             |                                                   | NC $                                              | Terre (ext.)                                      | Ion Țiriac                                        | Nikola Pilić                                      | 2-6, 9-7, 6-3, 6-4                                |                                                   |
| 22       | 1971       | Bavarian Tennis Championships, Munich             |                                                   | NC $                                              | Terre (ext.)                                      | Juan Gisbert                                      | Péter Szőke                                       | 6-2, 6-4, 6-4                                     |                                                   |
|          | 1972       | Pas de tournoi                                    | Pas de tournoi                                    | Pas de tournoi                                    | Pas de tournoi                                    | Pas de tournoi                                    | Pas de tournoi                                    | Pas de tournoi                                    | Pas de tournoi                                    |
| 23       | 1973       | Bavarian Tennis Championships, Munich             |                                                   | NC $                                              | Terre (ext.)                                      | Sandy Mayer                                       | Harald Elschenbroich                              | 6-4, 6-3, 6-3                                     |                                                   |
| 24       | 02-04-1973 | Munich WCT, Munich                                |                                                   | 50 000 $                                          | Moquette (int.)                                   | Stan Smith                                        | Cliff Richey                                      | 6-1, 7-5                                          |                                                   |
| 25       | 08-04-1974 | Munich WCT, Munich                                |                                                   | 50 000 $                                          | Moquette (int.)                                   | Frew McMillan                                     | Nikola Pilić                                      | 5-7, 7-64, 7-64                                   |                                                   |
| 26       | 13-05-1974 | Bavarian Tennis Championships, Munich             |                                                   | NC $                                              | Terre (ext.)                                      | Jürgen Fassbender                                 | François Jauffret                                 | 6-2, 5-7, 6-1, 6-4                                |                                                   |
| 27       | 10-03-1975 | Munich WCT, Munich                                |                                                   | 60 000 $                                          | Moquette (int.)                                   | Arthur Ashe                                       | Björn Borg                                        | 6-4, 7-66                                         |                                                   |
| 28       | 05-05-1975 | Bavarian Tennis Championships, Munich             |                                                   | NC $                                              | Terre (ext.)                                      | Guillermo Vilas                                   | Karl Meiler                                       | 2-6, 6-0, 6-2, 6-3                                |                                                   |
| 29       | 03-05-1976 | Bavarian Tennis Championships, Munich             |                                                   | NC $                                              | Terre (ext.)                                      | Manuel Orantes                                    | Karl Meiler                                       | 6-1, 6-4, 6-1                                     |                                                   |
| 30       | 25-04-1977 | BMW Open, Munich                                  |                                                   | NC $                                              | Terre (ext.)                                      | Željko Franulović                                 | Víctor Pecci                                      | 6-1, 6-1, 6-7, 7-5                                |                                                   |
| 31       | 22-05-1978 | BMW Open, Munich                                  |                                                   | 75 000 $                                          | Terre (ext.)                                      | Guillermo Vilas                                   | Buster Mottram                                    | 6-1, 6-3, 6-3                                     |                                                   |
| 32       | 21-05-1979 | BMW Open, Munich                                  |                                                   | 75 000 $                                          | Terre (ext.)                                      | Manuel Orantes                                    | Wojtek Fibak                                      | 6-3, 6-2, 6-4                                     |                                                   |
| 33       | 19-05-1980 | BMW Open, Munich                                  |                                                   | 75 000 $                                          | Terre (ext.)                                      | Rolf Gehring                                      | Christophe Freyss                                 | 6-2, 0-6, 6-2, 6-2                                |                                                   |
| 34       | 18-05-1981 | BMW Open, Munich                                  |                                                   | 75 000 $                                          | Terre (ext.)                                      | Chris Lewis                                       | C. Roger-Vasselin                                 | 4-6, 6-2, 2-6, 6-1, 6-1                           |                                                   |
| 35       | 08-03-1982 | Munich WCT, Munich                                |                                                   | 300 000 $                                         | Moquette (int.)                                   | Ivan Lendl                                        | Tomáš Šmíd                                        | 3-6, 6-3, 6-1, 6-2                                |                                                   |
| 36       | 17-05-1982 | BMW Open, Munich                                  |                                                   | 75 000 $                                          | Terre (ext.)                                      | Gene Mayer                                        | Peter Elter                                       | 3-6, 6-3, 6-2, 6-1                                |                                                   |
| 37       | 14-03-1983 | Munich WCT, Munich                                |                                                   | 300 000 $                                         | Moquette (int.)                                   | Brian Teacher                                     | Mark Dickson                                      | 1-6, 6-4, 6-2, 6-3                                |                                                   |
| 38       | 16-05-1983 | BMW Open, Munich                                  |                                                   | 75 000 $                                          | Terre (ext.)                                      | Tomáš Šmíd                                        | Joakim Nyström                                    | 6-0, 6-3, 4-6, 2-6, 7-5                           |                                                   |
| 39       | 14-05-1984 | BMW Open, Munich                                  |                                                   | 75 000 $                                          | Terre (ext.)                                      | Libor Pimek                                       | Gene Mayer                                        | 6-4, 4-6, 7-6, 6-4                                |                                                   |
| 40       | 06-05-1985 | BMW Open, Munich                                  |                                                   | 100 000 $                                         | Terre (ext.)                                      | Joakim Nyström                                    | Hans Schwaier                                     | 6-1, 6-0                                          |                                                   |
| 41       | 05-05-1986 | BMW Open, Munich                                  |                                                   | 100 000 $                                         | Terre (ext.)                                      | Emilio Sánchez                                    | Ricki Osterthun                                   | 6-1, 6-3                                          |                                                   |
| 42       | 04-05-1987 | BMW Open, Munich                                  |                                                   | 150 000 $                                         | Terre (ext.)                                      | Guillermo Pérez Roldán                            | Marián Vajda                                      | 6-3, 7-6                                          |                                                   |
| 43       | 02-05-1988 | BMW Open, Munich                                  |                                                   | 165 000 $                                         | Terre (ext.)                                      | Guillermo Pérez Roldán                            | Jonas Svensson                                    | 7-5, 6-3                                          |                                                   |
| 44       | 01-05-1989 | BMW Open, Munich                                  |                                                   | 175 000 $                                         | Terre (ext.)                                      | Andrei Chesnokov                                  | Martin Střelba                                    | 5-7, 7-6, 6-2                                     |                                                   |
| 45       | 30-04-1990 | BMW Open, Munich                                  | World Series                                      | 225 000 $                                         | Terre (ext.)                                      | Karel Nováček                                     | Thomas Muster                                     | 6-4, 6-2                                          | Tableau                                           |
| 46       | 29-04-1991 | BMW Open, Munich                                  | World Series                                      | 225 000 $                                         | Terre (ext.)                                      | Magnus Gustafsson                                 | Guillermo Pérez Roldán                            | 3-6, 6-3, 4-3, ab.                                | Tableau                                           |
| 47       | 27-04-1992 | BMW Open, Munich                                  | World Series                                      | 275 000 $                                         | Terre (ext.)                                      | Magnus Larsson                                    | Petr Korda                                        | 6-4, 4-6, 6-1                                     | Tableau                                           |
| 48       | 26-04-1993 | BMW Open, Munich                                  | World Series                                      | 275 000 $                                         | Terre (ext.)                                      | Ivan Lendl                                        | Michael Stich                                     | 7-62, 6-3                                         | Tableau                                           |
| 49       | 25-04-1994 | BMW Open, Munich                                  | World Series                                      | 400 000 $                                         | Terre (ext.)                                      | Michael Stich                                     | Petr Korda                                        | 6-2, 2-6, 6-3                                     | Tableau                                           |
| 50       | 01-05-1995 | BMW Open, Munich                                  | World Series                                      | 400 000 $                                         | Terre (ext.)                                      | Wayne Ferreira                                    | Michael Stich                                     | 7-5, 7-66                                         | Tableau                                           |
| 51       | 29-04-1996 | BMW Open, Munich                                  | World Series                                      | 400 000 $                                         | Terre (ext.)                                      | Sláva Doseděl                                     | Carlos Moyà                                       | 6-4, 4-6, 6-3                                     | Tableau                                           |
| 52       | 28-04-1997 | BMW Open, Munich                                  | World Series                                      | 400 000 $                                         | Terre (ext.)                                      | Mark Philippoussis                                | Àlex Corretja                                     | 7-63, 1-6, 6-4                                    |                                                   |
| 53       | 27-04-1998 | BMW Open, Munich                                  | Int' Series                                       | 500 000 $                                         | Terre (ext.)                                      | Thomas Enqvist                                    | Andre Agassi                                      | 64-7, 7-66, 6-3                                   |                                                   |
| 54       | 26-04-1999 | BMW Open, Munich                                  | Int' Series                                       | 500 000 $                                         | Terre (ext.)                                      | Franco Squillari                                  | Andrei Pavel                                      | 6-4, 6-3                                          | Tableau                                           |
| 55       | 01-05-2000 | BMW Open, Munich                                  | Int' Series                                       | 375 000 $                                         | Terre (ext.)                                      | Franco Squillari                                  | Tommy Haas                                        | 6-4, 6-4                                          | Tableau                                           |
| 56       | 30-04-2001 | BMW Open, Munich                                  | Int' Series                                       | 375 000 $                                         | Terre (ext.)                                      | Jiří Novák                                        | Antony Dupuis                                     | 6-4, 7-5                                          | Tableau                                           |
| 57       | 29-04-2002 | BMW Open, Munich                                  | Int' Series                                       | 356 000 $                                         | Terre (ext.)                                      | Younès El Aynaoui                                 | Rainer Schüttler                                  | 6-4, 6-4                                          | Tableau                                           |
| 58       | 28-04-2003 | BMW Open by Crédit suisse, Munich                 | Int' Series                                       | 355 000 $                                         | Terre (ext.)                                      | Roger Federer                                     | Jarkko Nieminen                                   | 6-1, 6-4                                          | Tableau                                           |
| 59       | 26-04-2004 | BMW Open by Crédit suisse, Munich                 | Int' Series                                       | 355 000 $                                         | Terre (ext.)                                      | Nikolay Davydenko                                 | Martin Verkerk                                    | 6-4, 7-5                                          | Tableau                                           |
| 60       | 25-04-2005 | BMW Open by Crédit suisse, Munich                 | Int' Series                                       | 355 000 $                                         | Terre (ext.)                                      | David Nalbandian                                  | Andrei Pavel                                      | 6-4, 6-1                                          | Tableau                                           |
| 61       | 01-05-2006 | BMW Open by FWU AG, Munich                        | Int' Series                                       | 355 000 $                                         | Terre (ext.)                                      | Olivier Rochus                                    | Kristof Vliegen                                   | 6-4, 6-2                                          | Tableau                                           |
| 62       | 30-04-2007 | BMW Open by FWU AG, Munich                        | Int' Series                                       | 391 000 $                                         | Terre (ext.)                                      | Philipp Kohlschreiber                             | Mikhail Youzhny                                   | 2-6, 6-3, 6-4                                     | Tableau                                           |
| 63       | 28-04-2008 | BMW Open by FWU AG, Munich                        | Int' Series                                       | 349 000 €                                         | Terre (ext.)                                      | Fernando González                                 | Simone Bolelli                                    | 7-64, 64-7, 6-3                                   | Tableau                                           |
| 64       | 04-05-2009 | BMW Open by FWU AG, Munich                        | ATP 250                                           | 398 250 €                                         | Terre (ext.)                                      | Tomáš Berdych                                     | Mikhail Youzhny                                   | 6-4, 4-6, 7-65                                    | Tableau                                           |
| 65       | 03-05-2010 | BMW Open by FWU RETAKAFUL, Munich                 | ATP 250                                           | 398 250 €                                         | Terre (ext.)                                      | Mikhail Youzhny                                   | Marin Čilić                                       | 6-3, 4-6, 6-4                                     | Tableau                                           |
| 66       | 25-04-2011 | BMW Open by FWU Takaful, Munich                   | ATP 250                                           | 398 250 €                                         | Terre (ext.)                                      | Nikolay Davydenko                                 | Florian Mayer                                     | 6-3, 3-6, 6-1                                     | Tableau                                           |
| 67       | 30-04-2012 | BMW Open by Atlanticlux, Munich                   | ATP 250                                           | 398 250 €                                         | Terre (ext.)                                      | Philipp Kohlschreiber                             | Marin Čilić                                       | 7-68, 6-3                                         | Tableau                                           |
| 68       | 29-04-2013 | BMW Open, Munich                                  | ATP 250                                           | 410 200 €                                         | Terre (ext.)                                      | Tommy Haas                                        | Philipp Kohlschreiber                             | 6-3, 7-63                                         | Tableau                                           |
| 69       | 28-04-2014 | BMW Open by FWU AG, Munich                        | ATP 250                                           | 426 605 €                                         | Terre (ext.)                                      | Martin Kližan                                     | Fabio Fognini                                     | 2-6, 6-1, 6-2                                     | Tableau                                           |
| 70       | 27-04-2015 | BMW Open by FWU AG, Munich                        | ATP 250                                           | 439 405 €                                         | Terre (ext.)                                      | Andy Murray                                       | Philipp Kohlschreiber                             | 7-64, 5-7, 7-64                                   | Tableau                                           |
| 71       | 25-04-2016 | BMW Open by FWU AG, Munich                        | ATP 250                                           | 463 520 €                                         | Terre (ext.)                                      | Philipp Kohlschreiber                             | Dominic Thiem                                     | 7-67, 4-6, 7-64                                   | Tableau                                           |
| 72       | 01-05-2017 | BMW Open by FWU, Munich                           | ATP 250                                           | 482 060 €                                         | Terre (ext.)                                      | Alexander Zverev                                  | Guido Pella                                       | 6-4, 6-3                                          | Tableau                                           |
| 73       | 30-04-2018 | BMW Open by FWU, Munich                           | ATP 250                                           | 501 345 €                                         | Terre (ext.)                                      | Alexander Zverev                                  | Philipp Kohlschreiber                             | 6-3, 6-3                                          | Tableau                                           |
| 74       | 29-04-2019 | BMW Open by FWU, Munich                           | ATP 250                                           | 524 340 €                                         | Terre (ext.)                                      | Cristian Garín                                    | Matteo Berrettini                                 | 6-1, 3-6, 7-61                                    | Tableau                                           |
|          | 2020       | Tournoi annulé à cause de la pandémie de Covid-19 | Tournoi annulé à cause de la pandémie de Covid-19 | Tournoi annulé à cause de la pandémie de Covid-19 | Tournoi annulé à cause de la pandémie de Covid-19 | Tournoi annulé à cause de la pandémie de Covid-19 | Tournoi annulé à cause de la pandémie de Covid-19 | Tournoi annulé à cause de la pandémie de Covid-19 | Tournoi annulé à cause de la pandémie de Covid-19 |
| 75       | 26-04-2021 | BMW Open, Munich                                  | ATP 250                                           | 419 470 €                                         | Terre (ext.)                                      | Nikoloz Basilashvili                              | Jan-Lennard Struff                                | 6-4, 7-65                                         | Tableau                                           |
| 76       | 25-04-2022 | BMW Open by American Express, Munich              | ATP 250                                           | 534 555 €                                         | Terre (ext.)                                      | Holger Rune                                       | Botic van de Zandschulp                           | 3-4, ab.                                          | Tableau                                           |
| 77       | 17-04-2023 | BMW Open by American Express, Munich              | ATP 250                                           | 562 815 €                                         | Terre (ext.)                                      | Holger Rune                                       | Botic van de Zandschulp                           | 6-4, 1-6, 7-63                                    | Tableau                                           |
| 78       | 15-04-2024 | BMW Open, Munich                                  | ATP 250                                           | 579 320 €                                         | Terre (ext.)                                      | Jan-Lennard Struff                                | Taylor Fritz                                      | 7-5, 6-3                                          | Tableau                                           |
| 79       | 14-04-2025 | BMW Open, Munich                                  | ATP 500                                           | 2 500 000 €                                       | Terre (ext.)                                      | Alexander Zverev                                  | Ben Shelton                                       | 6-2, 6-4                                          | Tableau                                           |

### Double
| No | Date       | Nom et lieu du tournoi                            | Catégorie                                         | Dotation                                          | Surface                                           | Vainqueurs                                        | Finalistes                                        | Score                                             |                                                   |
| -- | ---------- | ------------------------------------------------- | ------------------------------------------------- | ------------------------------------------------- | ------------------------------------------------- | ------------------------------------------------- | ------------------------------------------------- | ------------------------------------------------- | ------------------------------------------------- |
| 1  | 03-08-1970 | Bavarian Tennis Championships, Munich             |                                                   | NC $                                              | Terre (ext.)                                      | Owen Davidson Nikola Pilić                        | Bob Hewitt Frew McMillan                          | 6-4, 5-7, 6-4                                     |                                                   |
|    | 1972       | Pas de tournoi                                    | Pas de tournoi                                    | Pas de tournoi                                    | Pas de tournoi                                    | Pas de tournoi                                    | Pas de tournoi                                    | Pas de tournoi                                    | Pas de tournoi                                    |
| 2  | 02-04-1973 | Munich WCT, Munich                                |                                                   | 50 000 $                                          | Moquette (int.)                                   | Nikola Pilić Allan Stone                          | Cliff Drysdale Cliff Richey                       | 7-5, 5-7, 6-4                                     |                                                   |
| 3  | 08-04-1974 | Munich WCT, Munich                                |                                                   | 50 000 $                                          | Moquette (int.)                                   | Bob Hewitt Frew McMillan                          | Pierre Barthès Ilie Năstase                       | 6-2, 7-6                                          |                                                   |
| 4  | 13-05-1974 | Bavarian Tennis Championships, Munich             |                                                   | NC $                                              | Terre (ext.)                                      | Antonio Muñoz Manuel Orantes                      | Jürgen Fassbender Hans-Jürgen Pohmann             | 2-6, 6-4, 7-6, 6-2                                |                                                   |
| 5  | 10-03-1975 | Munich WCT, Munich                                |                                                   | 60 000 $                                          | Moquette (int.)                                   | Bob Hewitt Frew McMillan                          | Corrado Barazzutti Antonio Zugarelli              | 6-3, 6-4                                          |                                                   |
| 6  | 05-05-1975 | Bavarian Tennis Championships, Munich             |                                                   | NC $                                              | Terre (ext.)                                      | Wojtek Fibak Jan Kodeš                            | Milan Holeček Karl Meiler                         | 7-5, 6-3                                          |                                                   |
| 7  | 03-05-1976 | Bavarian Tennis Championships, Munich             |                                                   | NC $                                              | Terre (ext.)                                      | Juan Gisbert Manuel Orantes                       | Jürgen Fassbender Hans-Jürgen Pohmann             | 1-6, 6-3, 6-2, 2-3, ab.                           |                                                   |
| 8  | 25-04-1977 | BMW Open, Munich                                  |                                                   | NC $                                              | Terre (ext.)                                      | František Pala Balázs Taróczy                     | Nikola Špear John Whitlinger                      | 6-3, 6-4                                          |                                                   |
| 9  | 22-05-1978 | BMW Open, Munich                                  |                                                   | 75 000 $                                          | Terre (ext.)                                      | Ion Țiriac Guillermo Vilas                        | Jürgen Fassbender Tom Okker                       | 3-6, 6-4, 7-6                                     |                                                   |
| 10 | 21-05-1979 | BMW Open, Munich                                  |                                                   | 75 000 $                                          | Terre (ext.)                                      | Wojtek Fibak Tom Okker                            | Jürgen Fassbender Jean-Louis Haillet              | 7-6, 7-5                                          |                                                   |
| 11 | 19-05-1980 | BMW Open, Munich                                  |                                                   | 75 000 $                                          | Terre (ext.)                                      | Heinz Günthardt Bob Hewitt                        | David Carter Chris Lewis                          | 7-6, 6-1                                          |                                                   |
| 12 | 18-05-1981 | BMW Open, Munich                                  |                                                   | 75 000 $                                          | Terre (ext.)                                      | David Carter Paul Kronk                           | Eric Fromm Shlomo Glickstein                      | 6-3, 6-4                                          |                                                   |
| 13 | 08-03-1982 | Munich WCT, Munich                                |                                                   | 300 000 $                                         | Moquette (int.)                                   | Mark Edmondson Tomáš Šmíd                         | Kevin Curren Steve Denton                         | 4-6, 7-5, 6-2                                     |                                                   |
| 14 | 17-05-1982 | BMW Open, Munich                                  |                                                   | 75 000 $                                          | Terre (ext.)                                      | Chip Hooper Mel Purcell                           | Tian Viljoen Danie Visser                         | 6-4, 7-6                                          |                                                   |
| 15 | 14-03-1983 | Munich WCT, Munich                                |                                                   | 300 000 $                                         | Moquette (int.)                                   | Kevin Curren Steve Denton                         | Heinz Günthardt Balázs Taróczy                    | 7-5, 2-6, 6-1                                     |                                                   |
| 16 | 16-05-1983 | BMW Open, Munich                                  |                                                   | 75 000 $                                          | Terre (ext.)                                      | Chris Lewis Pavel Složil                          | Anders Järryd Tomáš Šmíd                          | 6-4, 6-2                                          |                                                   |
| 17 | 14-05-1984 | BMW Open, Munich                                  |                                                   | 75 000 $                                          | Terre (ext.)                                      | Boris Becker Wojtek Fibak                         | Eric Fromm Florin Segarceanu                      | 6-4, 4-6, 6-1                                     |                                                   |
| 18 | 06-05-1985 | BMW Open, Munich                                  |                                                   | 100 000 $                                         | Terre (ext.)                                      | Mark Edmondson Kim Warwick                        | Sergio Casal Emilio Sánchez                       | 4-6, 7-5, 7-5                                     |                                                   |
| 19 | 05-05-1986 | BMW Open, Munich                                  |                                                   | 100 000 $                                         | Terre (ext.)                                      | Sergio Casal Emilio Sánchez                       | Broderick Dyke Wally Masur                        | 6-3, 4-6, 6-3                                     |                                                   |
| 20 | 04-05-1987 | BMW Open, Munich                                  |                                                   | 150 000 $                                         | Terre (ext.)                                      | Jim Pugh Blaine Willenborg                        | Sergio Casal Emilio Sánchez                       | 7-6, 4-6, 6-4                                     |                                                   |
| 21 | 02-05-1988 | BMW Open, Munich                                  |                                                   | 165 000 $                                         | Terre (ext.)                                      | Rick Leach Jim Pugh                               | Alberto Mancini Christian Miniussi                | 7-6, 6-1                                          |                                                   |
| 22 | 01-05-1989 | BMW Open, Munich                                  |                                                   | 175 000 $                                         | Terre (ext.)                                      | Javier Sánchez Balázs Taróczy                     | Peter Doohan Laurie Warder                        | 7-6, 6-3                                          |                                                   |
| 23 | 30-04-1990 | BMW Open, Munich                                  | World Series                                      | 225 000 $                                         | Terre (ext.)                                      | Udo Riglewski Michael Stich                       | Petr Korda Tomáš Šmíd                             | 6-1, 6-4                                          | Tableau                                           |
| 24 | 29-04-1991 | BMW Open, Munich                                  | World Series                                      | 225 000 $                                         | Terre (ext.)                                      | Patrick Galbraith Todd Witsken                    | Anders Järryd Danie Visser                        | 7-5, 6-4                                          | Tableau                                           |
| 25 | 27-04-1992 | BMW Open, Munich                                  | World Series                                      | 275 000 $                                         | Terre (ext.)                                      | David Adams Menno Oosting                         | Carl Limberger Tomáš Anzari                       | 3-6, 7-5, 6-3                                     | Tableau                                           |
| 26 | 26-04-1993 | BMW Open, Munich                                  | World Series                                      | 275 000 $                                         | Terre (ext.)                                      | Martin Damm Henrik Holm                           | Karel Nováček Carl-Uwe Steeb                      | 6-0, 3-6, 7-5                                     | Tableau                                           |
| 27 | 25-04-1994 | BMW Open, Munich                                  | World Series                                      | 400 000 $                                         | Terre (ext.)                                      | Ievgueni Kafelnikov David Rikl                    | Boris Becker Petr Korda                           | 7-6, 7-5                                          | Tableau                                           |
| 28 | 01-05-1995 | BMW Open, Munich                                  | World Series                                      | 400 000 $                                         | Terre (ext.)                                      | Trevor Kronemann David Macpherson                 | Luis Lobo Javier Sánchez                          | 6-3, 6-4                                          | Tableau                                           |
| 29 | 29-04-1996 | BMW Open, Munich                                  | World Series                                      | 400 000 $                                         | Terre (ext.)                                      | Lan Bale Stephen Noteboom                         | Olivier Delaitre Diego Nargiso                    | 4-6, 7-6, 6-4                                     | Tableau                                           |
| 30 | 28-04-1997 | BMW Open, Munich                                  | World Series                                      | 400 000 $                                         | Terre (ext.)                                      | Pablo Albano Àlex Corretja                        | Karsten Braasch Jens Knippschild                  | 3-6, 7-5, 6-2                                     |                                                   |
| 31 | 27-04-1998 | BMW Open, Munich                                  | Int' Series                                       | 500 000 $                                         | Terre (ext.)                                      | Todd Woodbridge Mark Woodforde                    | Joshua Eagle Andrew Florent                       | 6-0, 6-3                                          |                                                   |
| 32 | 26-04-1999 | BMW Open, Munich                                  | Int' Series                                       | 500 000 $                                         | Terre (ext.)                                      | Daniel Orsanic Mariano Puerta                     | Massimo Bertolini Cristian Brandi                 | 7-6, 3-6, 7-6                                     | Tableau                                           |
| 33 | 01-05-2000 | BMW Open, Munich                                  | Int' Series                                       | 375 000 $                                         | Terre (ext.)                                      | David Adams John-Laffnie de Jager                 | Max Mirnyi Nenad Zimonjić                         | 6-4, 6-4                                          | Tableau                                           |
| 34 | 30-04-2001 | BMW Open, Munich                                  | Int' Series                                       | 375 000 $                                         | Terre (ext.)                                      | Petr Luxa Radek Štěpánek                          | Jaime Oncins Daniel Orsanic                       | 5-7, 6-2, 7-65                                    | Tableau                                           |
| 35 | 29-04-2002 | BMW Open, Munich                                  | Int' Series                                       | 356 000 $                                         | Terre (ext.)                                      | Petr Luxa Radek Štěpánek                          | Petr Pála Pavel Vízner                            | 6-0, 64-7, [11-9]                                 | Tableau                                           |
| 36 | 28-04-2003 | BMW Open by Crédit suisse, Munich                 | Int' Series                                       | 355 000 $                                         | Terre (ext.)                                      | Wayne Black Kevin Ullyett                         | Joshua Eagle Jared Palmer                         | 6-3, 7-5                                          | Tableau                                           |
| 37 | 26-04-2004 | BMW Open by Crédit suisse, Munich                 | Int' Series                                       | 355 000 $                                         | Terre (ext.)                                      | James Blake Mark Merklein                         | Julian Knowle Nenad Zimonjić                      | 6-2, 6-4                                          | Tableau                                           |
| 38 | 25-04-2005 | BMW Open by Crédit suisse, Munich                 | Int' Series                                       | 355 000 $                                         | Terre (ext.)                                      | Mario Ančić Julian Knowle                         | Florian Mayer Alexander Waske                     | 6-3, 1-6, 6-3                                     | Tableau                                           |
| 39 | 01-05-2006 | BMW Open by FWU AG, Munich                        | Int' Series                                       | 355 000 $                                         | Terre (ext.)                                      | Andrei Pavel Alexander Waske                      | Alexander Peya Björn Phau                         | 6-4, 6-2                                          | Tableau                                           |
| 40 | 30-04-2007 | BMW Open by FWU AG, Munich                        | Int' Series                                       | 391 000 $                                         | Terre (ext.)                                      | Philipp Kohlschreiber Mikhail Youzhny             | Jan Hájek Jaroslav Levinský                       | 6-1, 6-4                                          | Tableau                                           |
| 41 | 28-04-2008 | BMW Open by FWU AG, Munich                        | Int' Series                                       | 349 000 €                                         | Terre (ext.)                                      | Michael Berrer Rainer Schüttler                   | Scott Lipsky David Martin                         | 7-5, 3-6, [10-8]                                  | Tableau                                           |
| 42 | 04-05-2009 | BMW Open by FWU AG, Munich                        | ATP 250                                           | 398 250 €                                         | Terre (ext.)                                      | Jan Hernych Ivo Minář                             | Ashley Fisher Jordan Kerr                         | 6-4, 6-4                                          | Tableau                                           |
| 43 | 03-05-2010 | BMW Open by FWU RETAKAFUL, Munich                 | ATP 250                                           | 398 250 €                                         | Terre (ext.)                                      | Oliver Marach Santiago Ventura                    | Eric Butorac Michael Kohlmann                     | 5-7, 6-3, [16-14]                                 | Tableau                                           |
| 44 | 25-04-2011 | BMW Open by FWU Takaful, Munich                   | ATP 250                                           | 398 250 €                                         | Terre (ext.)                                      | Simone Bolelli Horacio Zeballos                   | Andreas Beck Christopher Kas                      | 7-63, 6-4                                         | Tableau                                           |
| 45 | 30-04-2012 | BMW Open by Atlanticlux, Munich                   | ATP 250                                           | 398 250 €                                         | Terre (ext.)                                      | František Čermák Filip Polášek                    | Xavier Malisse Dick Norman                        | 6-4, 7-5                                          | Tableau                                           |
| 46 | 29-04-2013 | BMW Open, Munich                                  | ATP 250                                           | 410 200 €                                         | Terre (ext.)                                      | Jarkko Nieminen Dmitri Toursounov                 | Márcos Baghdatís Eric Butorac                     | 6-1, 6-4                                          | Tableau                                           |
| 47 | 28-04-2014 | BMW Open by FWU AG, Munich                        | ATP 250                                           | 426 605 €                                         | Terre (ext.)                                      | Jamie Murray John Peers                           | Colin Fleming Ross Hutchins                       | 6-4, 6-2                                          | Tableau                                           |
| 48 | 27-04-2015 | BMW Open by FWU AG, Munich                        | ATP 250                                           | 439 405 €                                         | Terre (ext.)                                      | Alexander Peya Bruno Soares                       | Alexander Zverev Mischa Zverev                    | 4-6, 6-1, [10-5]                                  | Tableau                                           |
| 49 | 25-04-2016 | BMW Open by FWU AG, Munich                        | ATP 250                                           | 463 520 €                                         | Terre (ext.)                                      | Henri Kontinen John Peers                         | Juan Sebastián Cabal Robert Farah                 | 6-3, 3-6, [10-7]                                  | Tableau                                           |
| 50 | 01-05-2017 | BMW Open by FWU, Munich                           | ATP 250                                           | 482 060 €                                         | Terre (ext.)                                      | Juan Sebastián Cabal Robert Farah                 | Jérémy Chardy Fabrice Martin                      | 6-3, 6-3                                          | Tableau                                           |
| 51 | 30-04-2018 | BMW Open by FWU, Munich                           | ATP 250                                           | 501 345 €                                         | Terre (ext.)                                      | Ivan Dodig Rajeev Ram                             | Nikola Mektić Alexander Peya                      | 6-3, 7-5                                          | Tableau                                           |
| 52 | 29-04-2019 | BMW Open by FWU, Munich                           | ATP 250                                           | 524 340 €                                         | Terre (ext.)                                      | Frederik Nielsen Tim Pütz                         | Marcelo Demoliner Divij Sharan                    | 6-4, 6-2                                          | Tableau                                           |
|    | 2020       | Tournoi annulé à cause de la pandémie de Covid-19 | Tournoi annulé à cause de la pandémie de Covid-19 | Tournoi annulé à cause de la pandémie de Covid-19 | Tournoi annulé à cause de la pandémie de Covid-19 | Tournoi annulé à cause de la pandémie de Covid-19 | Tournoi annulé à cause de la pandémie de Covid-19 | Tournoi annulé à cause de la pandémie de Covid-19 | Tournoi annulé à cause de la pandémie de Covid-19 |
| 53 | 26-04-2021 | BMW Open, Munich                                  | ATP 250                                           | 419 470 €                                         | Terre (ext.)                                      | Wesley Koolhof Kevin Krawietz                     | Sander Gillé Joran Vliegen                        | 4-6, 6-4, [10-5]                                  | Tableau                                           |
| 54 | 25-04-2022 | BMW Open by American Express, Munich              | ATP 250                                           | 534 555 €                                         | Terre (ext.)                                      | Kevin Krawietz Andreas Mies                       | Rafael Matos David Vega Hernández                 | 4-6, 6-4, [10-7]                                  | Tableau                                           |
| 55 | 17-04-2023 | BMW Open by American Express, Munich              | ATP 250                                           | 562 815 €                                         | Terre (ext.)                                      | Alexander Erler Lucas Miedler                     | Kevin Krawietz Tim Pütz                           | 6-3, 6-4                                          | Tableau                                           |
| 56 | 15-04-2024 | BMW Open, Munich                                  | ATP 250                                           | 579 320 €                                         | Terre (ext.)                                      | Yuki Bhambri Albano Olivetti                      | Andreas Mies Jan-Lennard Struff                   | 7-66, 7-65                                        | Tableau                                           |
| 56 | 14-04-2025 | BMW Open, Munich                                  | ATP 500                                           | 2 500 000 €                                       | Terre (ext.)                                      | André Göransson Sem Verbeek                       | Kevin Krawietz Tim Pütz                           | 6-4, 6-4                                          | Tableau                                           |

## Palmarès dames

### Simple
| No | Date       | Nom et lieu du tournoi         | Catégorie | Dotation | Surface      | Vainqueure     | Finaliste      | Score |         |
| -- | ---------- | ------------------------------ | --------- | -------- | ------------ | -------------- | -------------- | ----- | ------- |
| 1  | 10-08-1966 | Bavarian Championships, Munich |           | NC       | Terre (ext.) | Helga Masthoff | Helga Schultze | NC    | Tableau |

### Double
| No | Date       | Nom et lieu du tournoi        | Catégorie | Dotation | Surface      | Vainqueures                | Finalistes                        | Score    |         |
| -- | ---------- | ----------------------------- | --------- | -------- | ------------ | -------------------------- | --------------------------------- | -------- | ------- |
| 1  | 10-08-1966 | Bavarian Championships Munich |           | NC       | Terre (ext.) | Maria Bueno Margaret Smith | Helga Masthoff Heide Schildknecht | 6-4, 6-3 | Tableau |